# Gainza
Gainza è una municipalità di quinta classe delle Filippine, situata nella Provincia di Camarines Sur, nella Regione del Bicol.
Gainza è formata da 8 baranggay:
- Cagbunga
- Dahilig
- District I (Pob.)
- District II (Pob.)
- Loob
- Malbong
- Namuat
- Sampaloc